# Laubacher Steinbruch
Das 6 ha große Naturschutzgebiet Laubacher Steinbruch mit der Kennung ME-036 liegt auf dem Gebiet der Stadt Mettmann im Kreis Mettmann. Der alte Steinbruch ist südwestlich der Mettmanner Kernstadt im Neandertal gelegen, östlich angrenzend ist das Neandertal-Museum. Die Mettmanner Straße (L 357) mit der parallel fließenden Düssel bildet die südliche Grenze des Naturschutzgebietes. Im Norden grenzt ein noch in Betrieb befindlicher Kalksteinbruch an. Im Süden – direkt gegenüber am linken Düsselufer – schließen sich das 34 ha große Naturschutzgebiet Westliches Neandertal (ME-045) und das 5 ha große Naturschutzgebiet Fraunhofer Steinbruch (ME-030) an.

## Beschreibung
Der Fachdienst des Landesamts für Natur, Umwelt und Verbraucherschutz in NRW beschreibt das Naturschutzgebiet wie folgt: „Alter Steinbruch, der zeitnah mit der Entdeckung der Neandertaler-Überreste entstanden ist, deren historische Fundstätte südlich an das Gebiet angrenzt. Das Naturschutzgebiet ist Teil des FFH-Gebietes Neandertal. Durch die Werkstraße, die zum nördlich angrenzenden aktiven Steinbruch führt, wird das Gebiet geteilt. Aufgrund einer Wannenstruktur (auch zur Straße hin steigt das Gelände an) herrschen am Grund des westlichen Steinbruchs luftfeuchte Bedingungen, in denen sich ein Ahorn-Eschen-Schluchtwald entwickelt hat. Regional bedeutsam ist besonders das frequente Vorkommen der Berg-Ulme in der zweiten Baumschicht. Der felsenreiche Schluchtwald wird nach oben hin stellenweise durch trockene Hochstaudenfluren abgelöst, die an Felsfluren, einer kleinflächigen Kalkschuttflur mit Mauerpfeffer-Trockenrasen und Gebüschen von leicht thermophilem Charakter angrenzen. Teilweise werden die Felsen vom aufkommenden Wald beschattet. Die Felswände und Schutthalden des Steinbruchs sind durch den Kalkabbau entstanden, dann aber der natürlichen Entwicklung überlassen worden und können als naturnah bezeichnet werden. Lokal ist eine typische Kalkfelsvegetation ausgebildet, wobei der Braunstielige Streifenfarn und in Abhängigkeit zur Beschattung verschiedene lebensraumtypische Moosarten den Aspekt bestimmen. Dennoch sind viele Kalkfelsbereiche als ausgesprochen vegetationsarm zu bezeichnen. Am Westrand des Gebietes wurden weitere Felsen freigestellt. Hier kommen wieder Gebüsche und Hochstauden auf“. Der verrohrte Laubach wird als ökologisch "tot" beschrieben. „Bis zum Durchlass unter der L 357 (und der folgenden Mündung in die Düssel) ist der Bach auf 85 m Länge durch einen galerieartigen Erlen-Auwald gesäumt. Im Osten der Werkstraße wurde auf einem ehemaligen Sportplatzes ein Teich angelegt, in dem Armleuchteralgen dominieren. Daran schließen sich ein Magerrasen und Gebüsche an. Hier wurden Eiablageplätze und Unterschlüpfe für Zauneidechsen angelegt. Die Felswand im Norden wird in diesem Abschnitt offengehalten. Die offenen Flächen werden von einem Ahorn-Schluchtwald umgeben. Alle offenen Flächen des Gebietes werden von Zauneidechsen als Habitat genutzt. Bedeutung hat das Gebiet besonders durch seinen ulmenreichen Schluchtwald (prioritärer FFH-Lebensraumtyp) und die für die FFH-Gebietsmeldung ausschlaggebende Felsflur- und kleinflächige Trockenrasen-Vegetation sowie als Lebensraum für Zauneidechsen. Das Neandertal stellt insgesamt einen regional bedeutenden West-Ost-Vernetzungskorridor dar und ist als FFH-Gebiet ein international bedeutsames Gebiet zum Schutz der Natur. Hauptentwicklungsziel ist das Offenhalten und weitere Freistellen der Felsfluren und thermophiler Magerrasen- und Saumgesellschaften“.

## Schutzziele
Erhaltung der Schluchtwälder, Erhalt und Entwicklung offener (wie beschatteter) Felspartien, thermophiler Säume, Mauerpfefferrasen und Magerrasen durch regelmäßige Mahd und Freistellungsmaßnahmen als Lebensraum gefährdeter Tier- und Pflanzenarten.

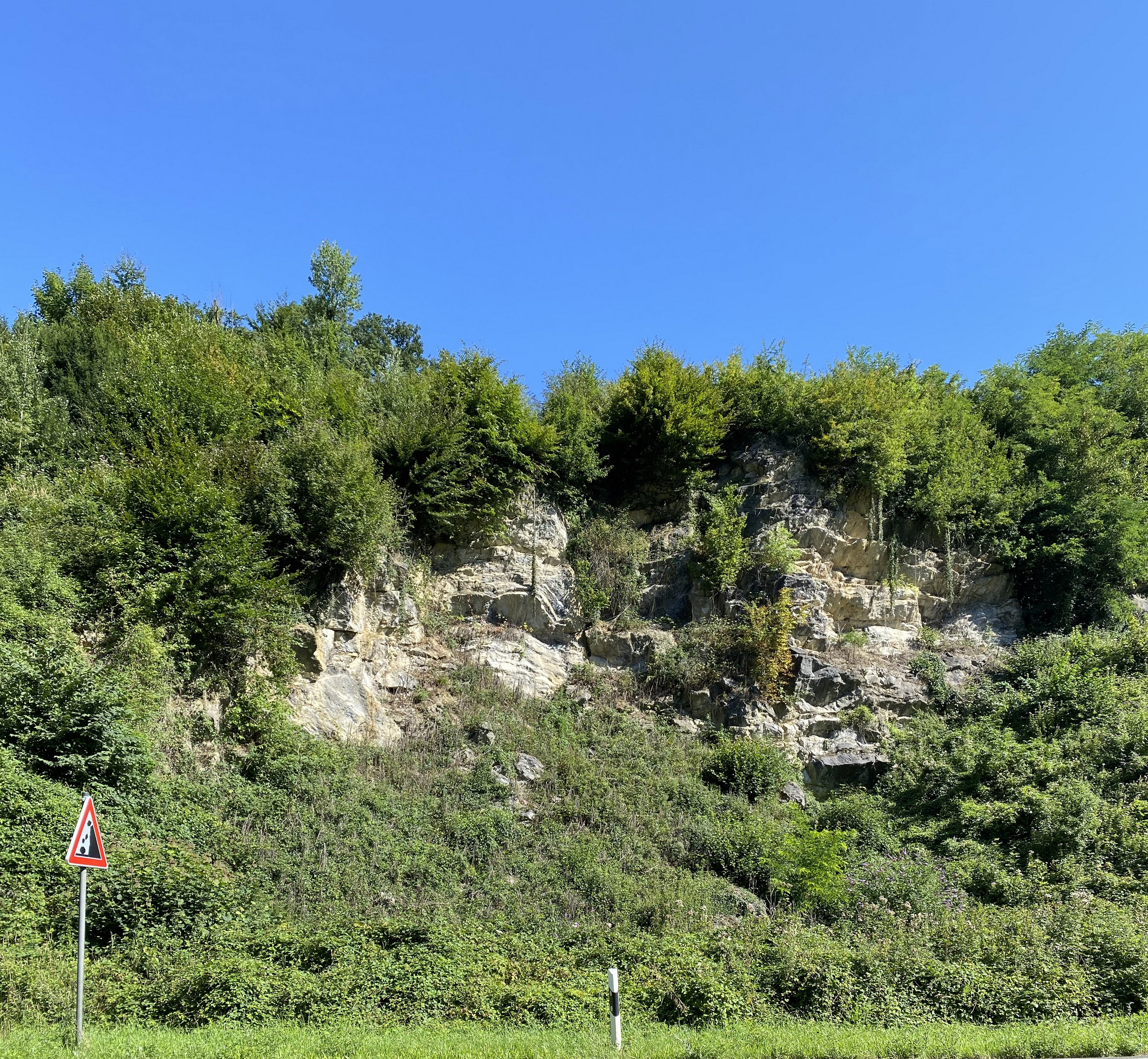
Westliche Steinbruchwand
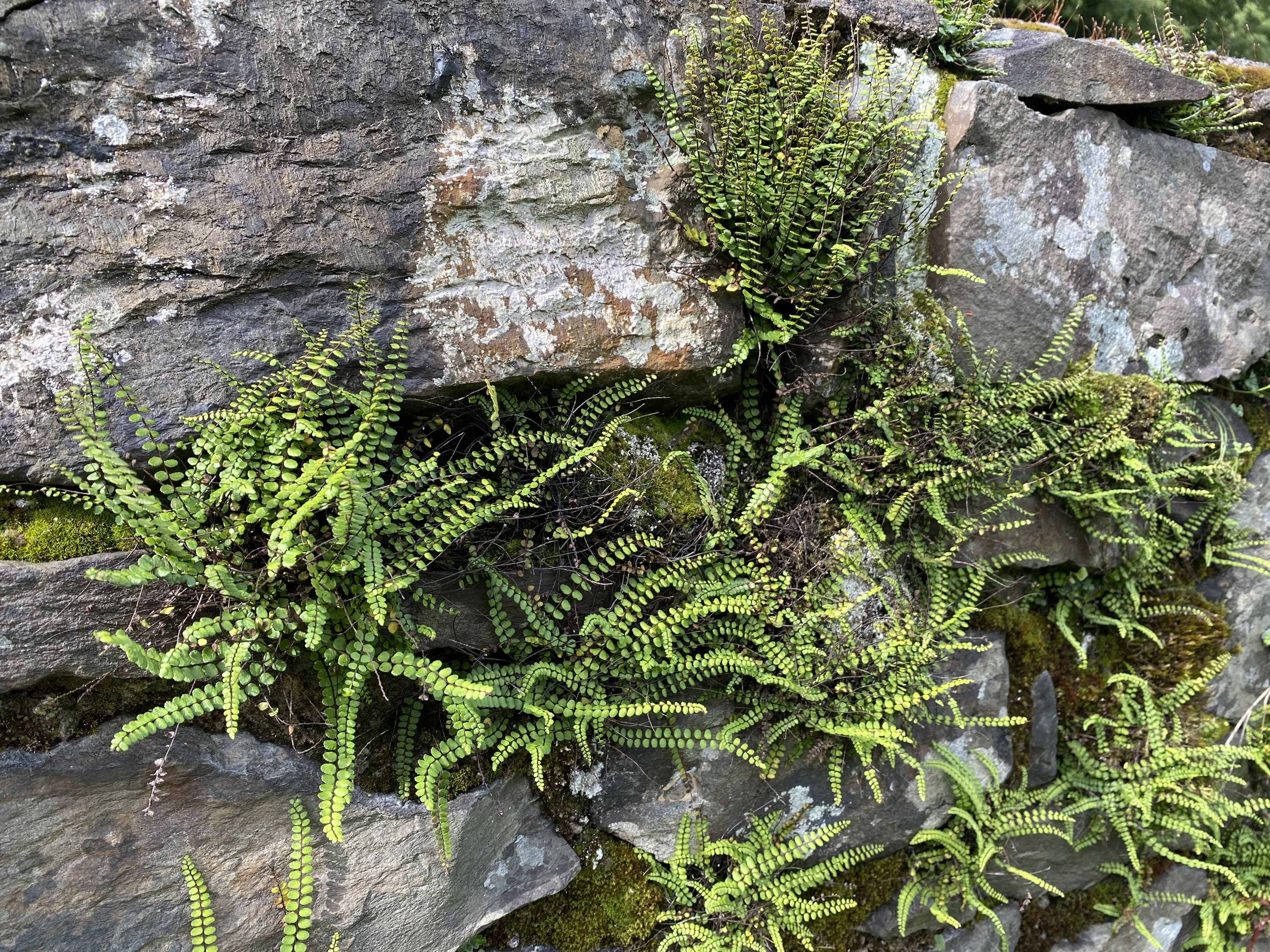
Braunstieliger Streifenfarn (Asplenium trichomanes)
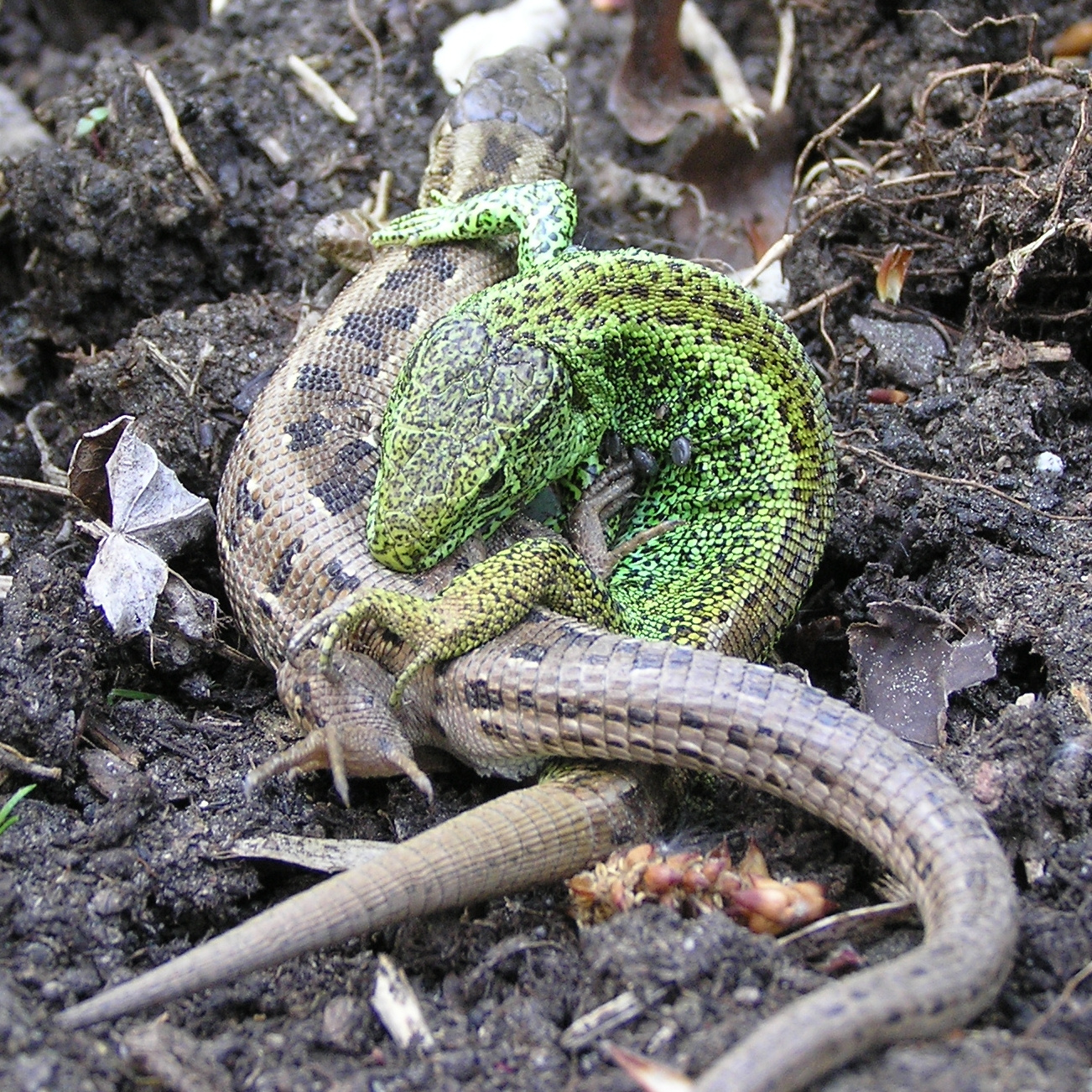
Zauneidechsen-Paar (Lacerta agilis)
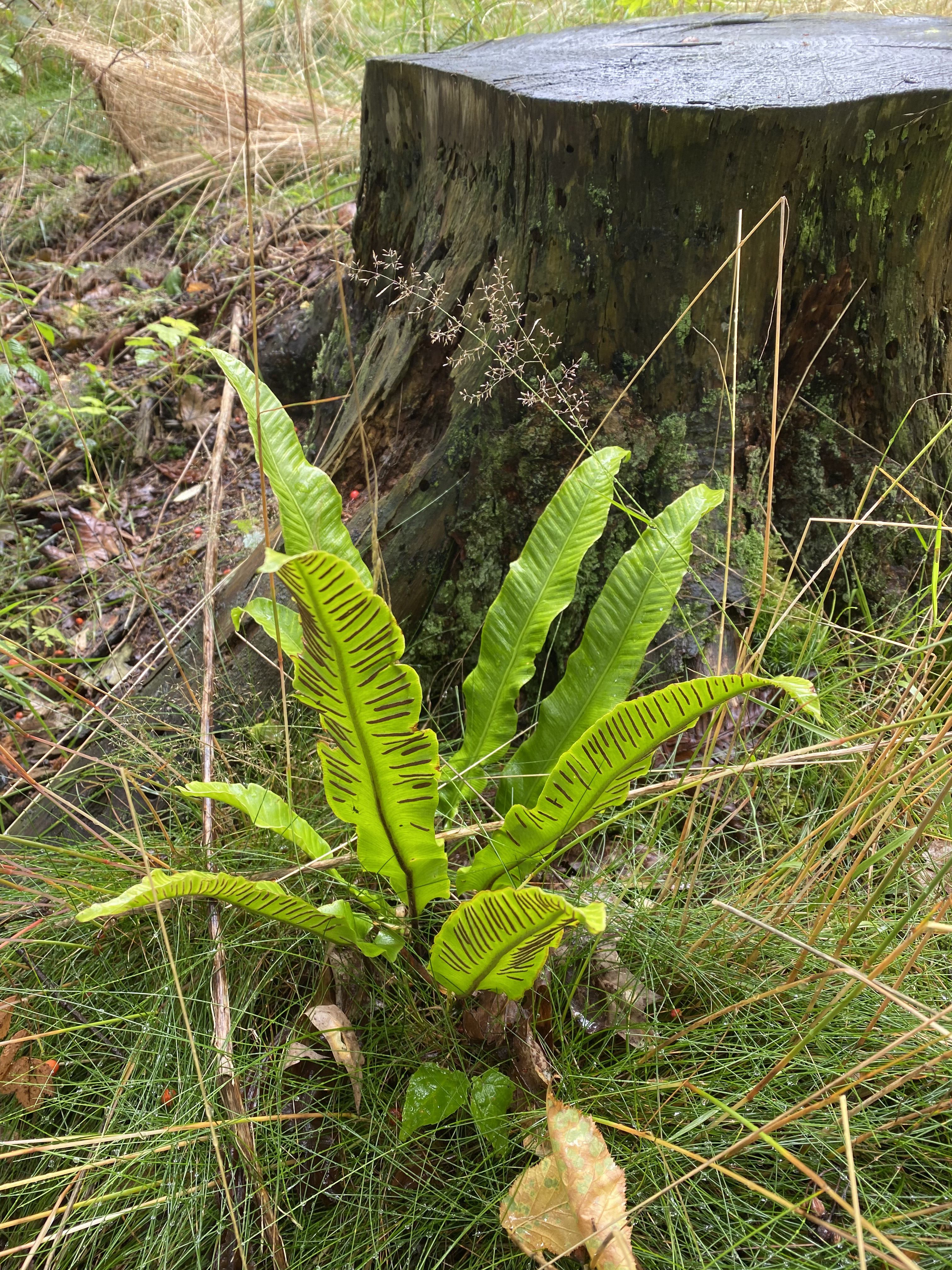
Hirschzungenfarn (Asplenium scolopendrium)
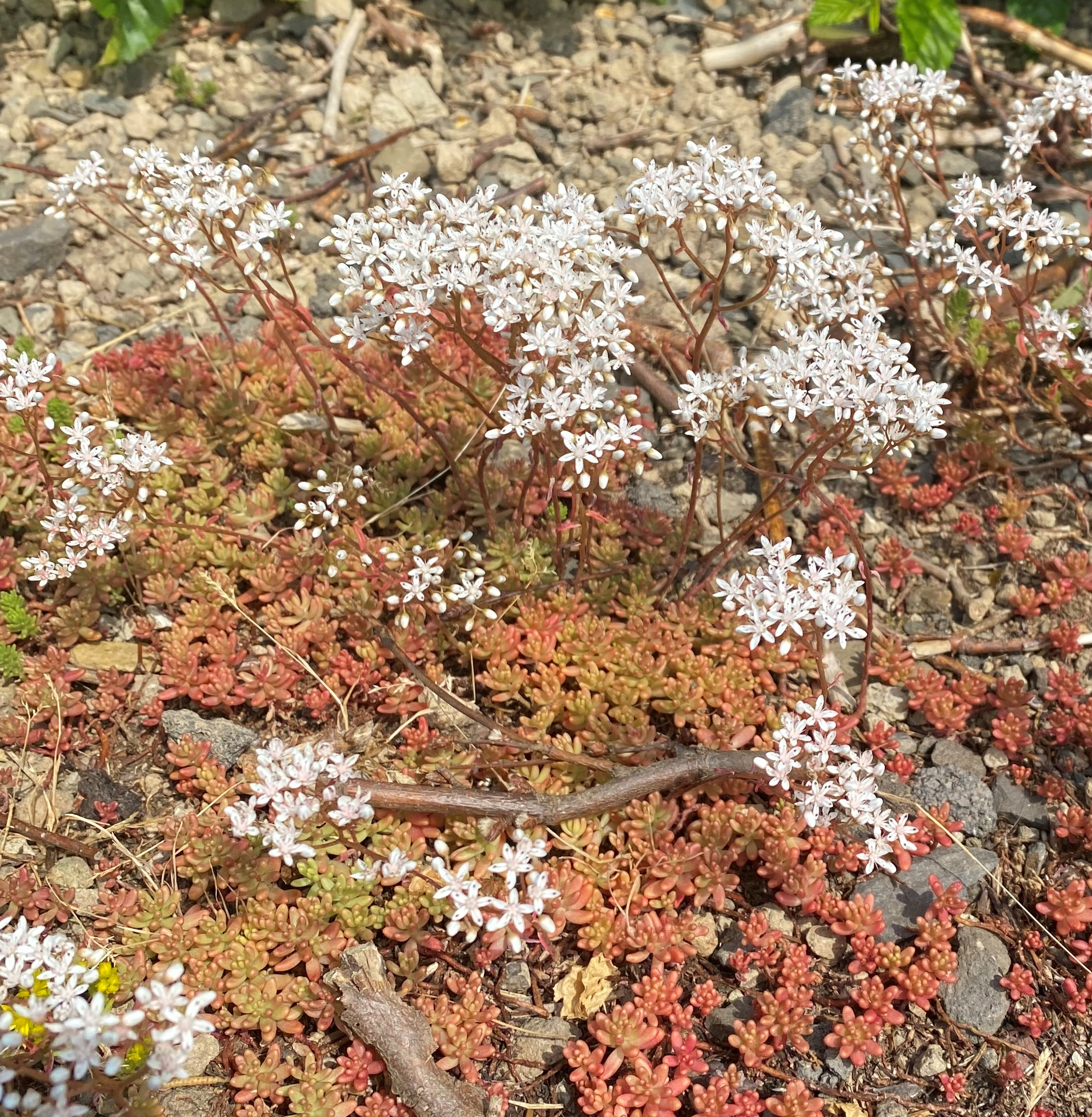
Weißer Mauerpfeffer (Sedum album)
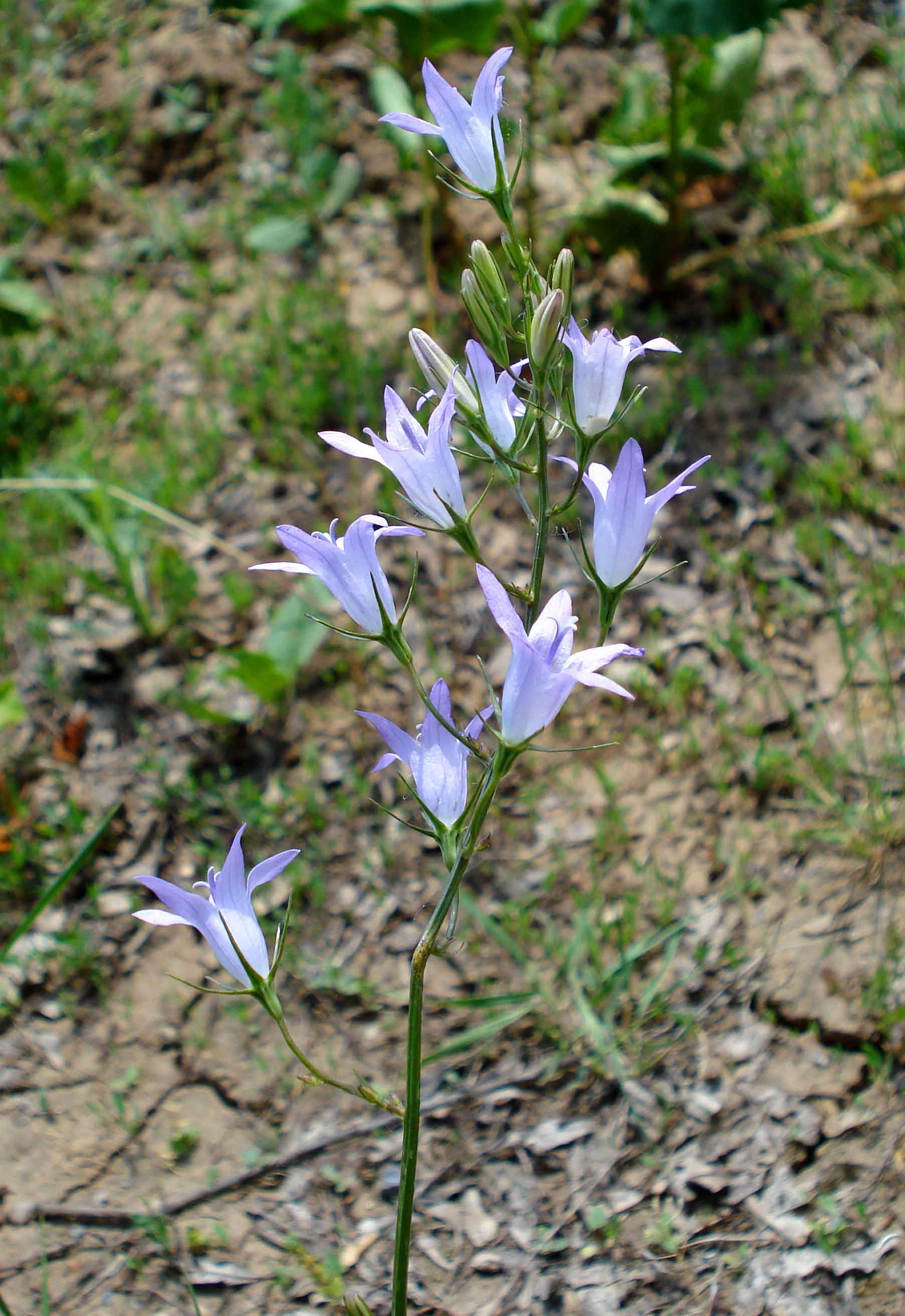
Rapunzel-Glockenblume (Campanula rapunculus)